# 알란 하비
앨런 헤이비(Allan Havey, 1954년 9월 19일 ~ )는 미국의 배우이다.
세인트루이스에서 태어났다.

## 출연 작품
- 헤일, 시저! (2016년) - 성직자 역
- Destruction: Las Vegas (2013)
- 인포먼트 (2009년) - FBI 요원, 딘 페이슬리 역
- 핸콕 (2008년)
- 아리스토캣 (2005년)
- 와일드 씽 2 (2004년)
- 코미디언 (2002년)
- 라운더스 (1998년)
- 유혹은 밤 그림자처럼 (1990년)
- 천사의 키스 (1989년)

### 텔레비전
- 매드맨 7